# 아실 에마나
아실 에마나 에짐비(프랑스어: Achille Emaná Edzimbi, 1982년 6월 5일 ~ )는 아실 에마나로 불리는 카메룬의 전 축구 선수이다. 현역 시절 포지션은 미드필더였다.

## 구단 경력
1999년 고국인 카메룬을 떠나 스페인의 발렌시아의 유소년 팀에 입단하였다. 2000년엔 프랑스 리그 2의 툴루즈로 적을 옮겼고, 2001년엔 19세의 나이로 팀의 주전급 미드필더로 활약하기 시작하였다. 툴루즈의 리그 1 승격을 이끈 후인 2005년엔 올랭피크 리옹과 마르세유, 포츠머스 등의 러브콜을 받았으며, 포츠머스와는 계약 합의까지 도달하였지만 취업 비자 문제로 최종 결렬되었다. 이후 2006-07 시즌엔 36경기에서 8골을 기록하며 팀의 2007-08 UEFA 챔피언스리그 진출을 이끌었다.
2008년 7월 스페인의 레알 베티스로 이적하였다. 같은 해 10월 19일 마요르카와의 경기에서 데뷔골을 기록하였다. 베티스가 세군다 디비시온으로 강등된 이후에도 팀에 잔류하여 2010-11 시즌 승격에 기여하였다.
2011년 8월 11일 6백만 달러의 이적료에 사우디아라비아의 알힐랄로 이적하였다. 이후 알아흘리와 알와슬을 거쳐 멕시코의 크루스 아술로 이적하였다.
2015년 7월 짐나스틱으로 이적하며 스페인 무대로 복귀하였고,2015-16 시즌 39경기에 출전하여 9골을 기록하였다.
2016년 7월 J2리그의 도쿠시마 보르티스로 이적하였다.

## 국가대표팀 경력
2003년 FIFA 컨페더레이션스컵과 2006년 아프리카 네이션스컵에 출전하였다.
2007년 대표팀 내에서의 처우에 대한 불만을 이유로 대표팀에서 은퇴를 선언하였지만 다시 복귀하였고, 2008년 아프리카 네이션스컵에 출전하였다.
2010년 FIFA 월드컵에 출전하며 처음으로 월드컵 무대를 밟았다.